# Hydraena prieto
Hydraena prieto är en skalbaggsart som beskrevs av Perkins 1980. Hydraena prieto ingår i släktet Hydraena och familjen vattenbrynsbaggar. Inga underarter finns listade i Catalogue of Life.